# Balanus flosculoidus
Balanus flosculoidus is een zeepokkensoort uit de familie van de Balanidae. De wetenschappelijke naam van de soort is voor het eerst geldig gepubliceerd in 1941 door Kolosváry.